# 박영옥 (탁구 선수)
박영옥은 북한의 탁구 선수였다. 1977년 영국 버밍검 세계선수권대회에서 복식 금메달을 획득하였다.